# Emil Hájek
Emil Hájek (serbe : Емил Хајек, Emil Hajek, russe : Эми́ль Яросла́вович Га́ек), né le 3 mars 1886 à Königgrätz en Bohême  (Autriche-Hongrie) et mort le 17 mars 1974 à Belgrade en Yougoslavie, est un pianiste tchèque de Serbie, ancien étudiant d'Antonín Dvořák, et pédagogue,,.

## Carrière
Il est diplômé en 1908 du conservatoire de Prague et reçoit des cours de composition d'Antonín Dvořák; il parfait sa formation en Allemagne auprès de Conrad Ansorge.
Il accompagne son frère violoniste, Jaroslav, en concert en Finlande. De 1904 à 1908, il dirige le chœur de la cathédrale Saint-Guy de Prague. En 1909, il s'installe à Saratov en Russie où il donne des concerts et enseigne le piano à l'école de musique, devenue en 1912 le conservatoire de Saratov. En 1913, il est le premier à Saratov à interpréter le Concerto n° 2 de Rachmaninov. De 1920 à 1921, il dirige le conservatoire de Saratov dont il était à la tête de facto depuis 1917. Il quitte la Russie soviétique en 1921 pour s'installer à Prague.
Il dirige Jan Kubelík et l'accompagne aussi en tournée à l'étranger. En 1928, il déménage à Belgrade où il dirige de 1929 à 1935 l'École de musique Stanković. En tant que professeur de piano à l'académie de musique de Belgrade (formée en 1937), il est un des fondateurs de l'école moderne de piano serbe et est à la tête du département de piano de l'académie jusqu'en 1963. C'est aussi le cofondateur et le premier président de l'association des artistes de musique de Serbie (Удружење музичких уметника Србије). Il dirige le jury du Concours international de piano Frédéric-Chopin en 1955 et en 1960.
Parmi ses disciples, l'on compte le compositeur serbe Darinka Simic-Mitrovic.

## Famille
Sa fille, Jara Hájekova (1912-2007), est écrivain, et son petit-fils, Jiří Dienstbier (1937-2011), est un dissident du parti communiste tchécoslovaque devenu ministre des Affaires étrangères de Tchécoslovaquie de 1989 à 1992.